# C9orf72
A fase de leitura aberta 72 do cromossoma 9 é uma proteína que em humanos é codificada pelo gene C9orf72.

## Localização
O gene C9orf72 humano está localizado no braço curto (p) do quadro de leitura aberta 72 do cromossomo 9, do par de bases 27.546.546 ao par de bases 27.573.866 (GRCh38). Sua localização citogenética está em 9p21.2. As mutações em C9orf72 são significativas porque é o primeiro mecanismo patogênico identificado como uma ligação genética entre a demência frontotemporal familiar (DFT) e a esclerose lateral amiotrófica (ELA).

## Significância clínico
A mutação C9ORF72 é a primeira mutação encontrada para ser uma ligação entre DFT e ELA. Numerosos estudos publicados confirmaram a semelhança da expansão de repetição C9ORF72 em DFT e ELA, que são doenças sem cura que afetaram milhões de pessoas. A demência frontotemporal é a segunda forma mais comum de demência de início precoce após a doença de Alzheimer em pessoas com menos de 65 anos. Uma pesquisa mostrou que pessoas que se exercitavam vigorosamente, e que também carregavam genes ligados à ELA, desenvolveram a doença em idades mais jovens do que aquelas que eram sedentárias.

## Interações
C9ORF72 demonstrou interagir com:
- ELAVL1,[9]
- UBC,[9]
- ADARB2[10]